# Stadio Renato Dall'Ara
Stadio Renato Dall'Ara är en arena i Bologna och hemmaplan för fotbollslaget Bologna FC.
Arenan byggdes på mitten av 1920-talet, invigdes 1927 och kan ta in 38 279 åskådare. Från början kallades arenan "Il Littoriale" och kunde rymma 50 100 åskådare. Under en period efter andra världskriget gick arenan under namnet "Stadio Comunale".
Under Världsmästerskapet i fotboll 1990 spelades tre gruppspelsmatcher och en åttondelsfinal på Stadio Renato Dall'Ara.

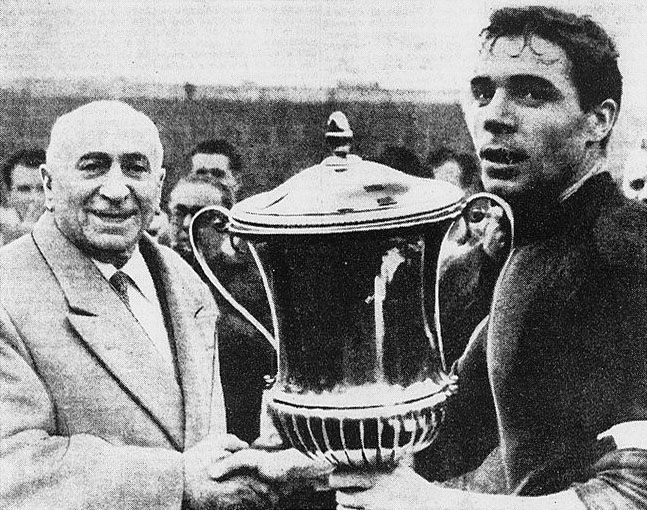
Renato Dall'Ara, som fått ge namn åt stadion, till vänster efter en seger i Mitropacupen 1961. Till höger ses lagkaptenen Mirko Pavinato.

Stadions nuvarande namn kommer från Renato Dall'Ara som var president i Bologna FC under många år.